# Raïon de Chostka
Le raïon de Chostka (en ukrainien : Шосткинський район) est un raïon situé dans l'oblast de Soumy en Ukraine. Son chef-lieu est Chostka.

## Histoire
Avec la réforme administrative du 18 juillet 2020, le raïon a absorbé les raïons de Hloukhiv, Seredyna-Bouda et Yampil.

## Lieux d’intérêt

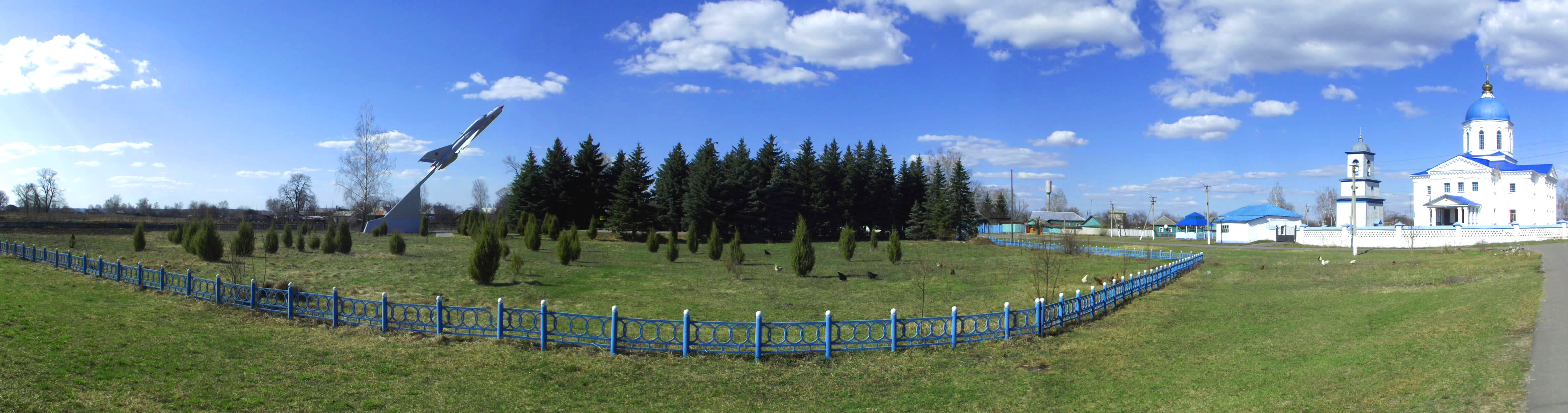
Le parc Kojedoub, classé[1],
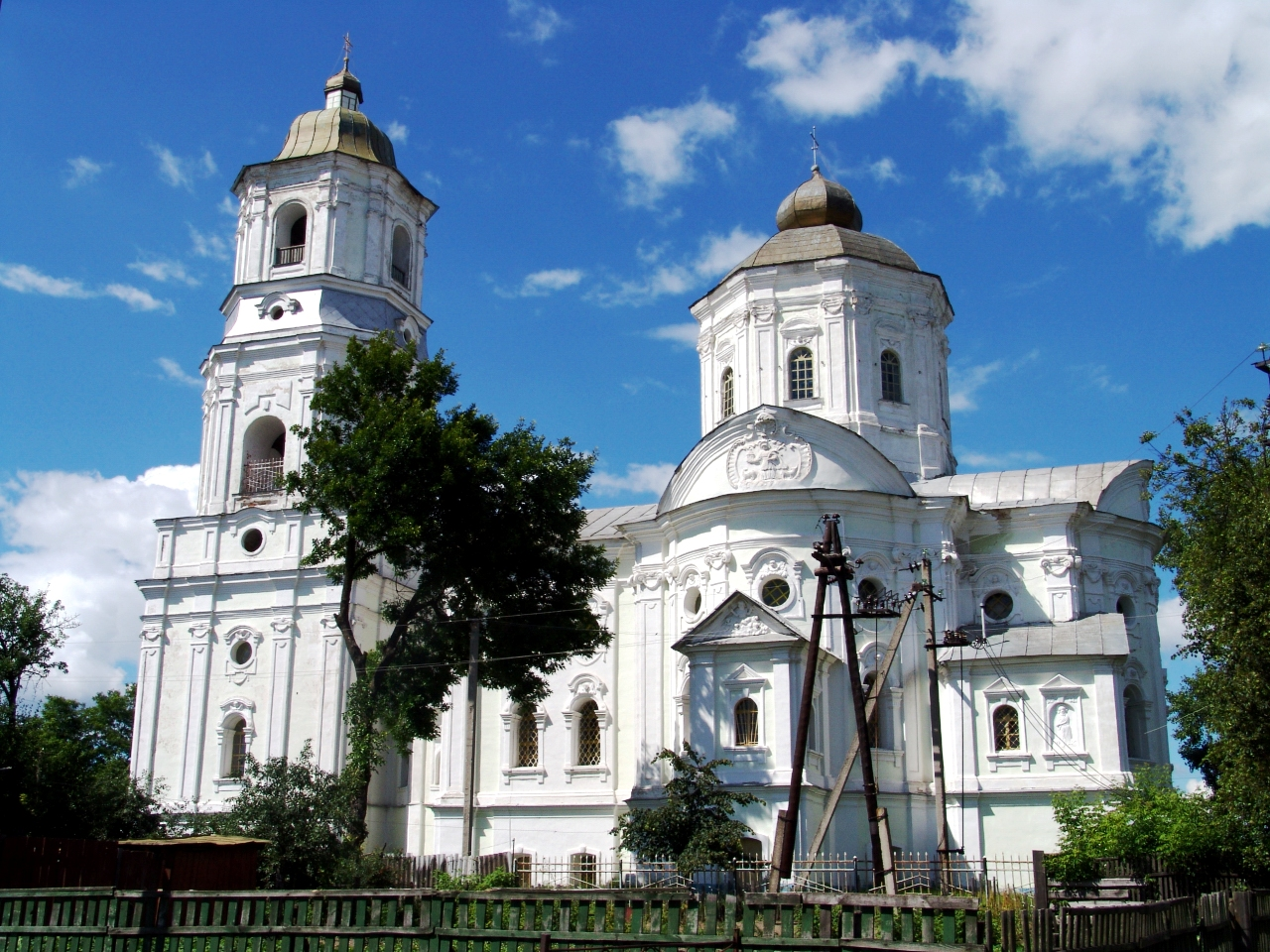
église Saint-Michel, classée[2],
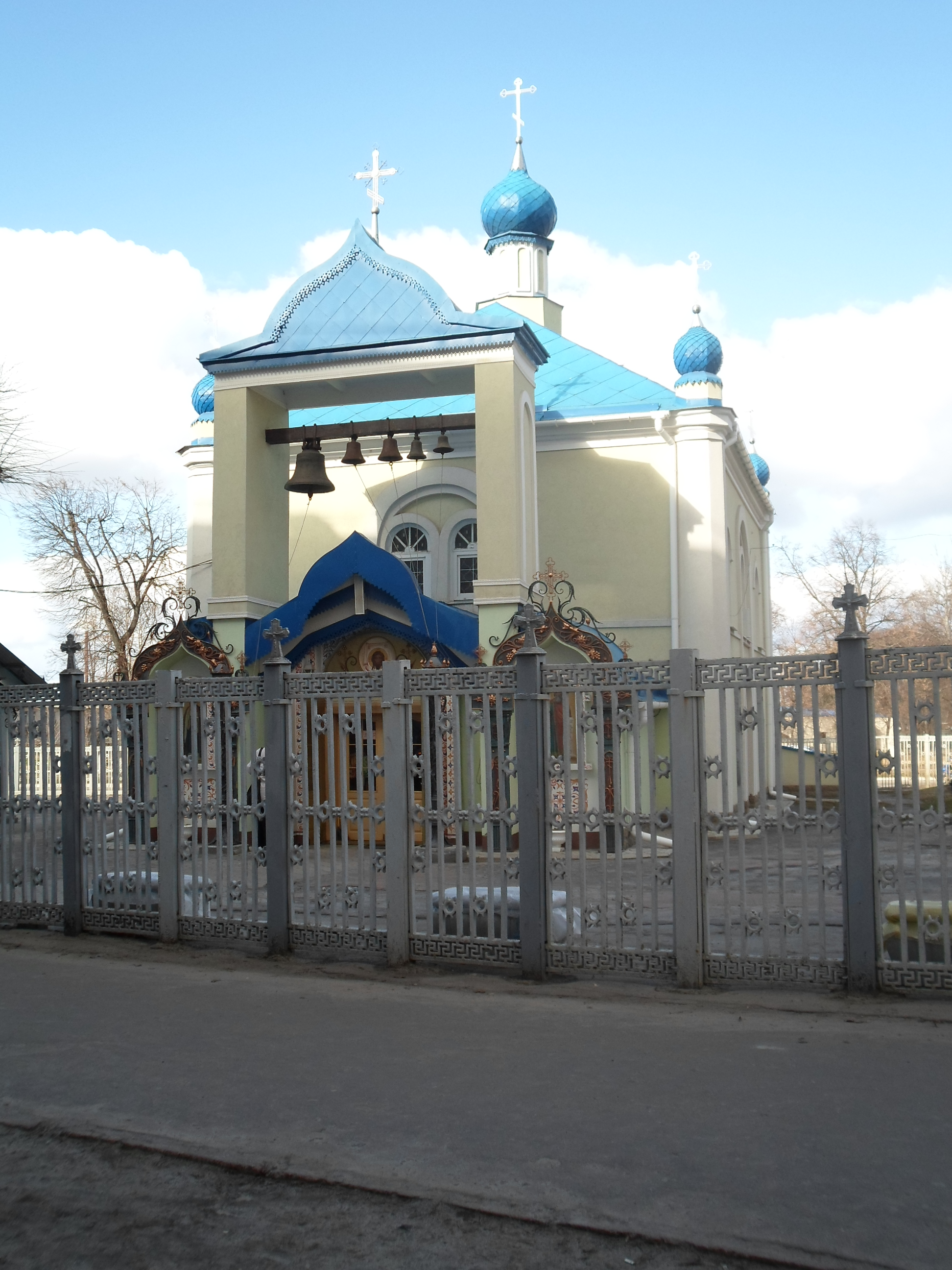
église de la Nativité, classée[3],
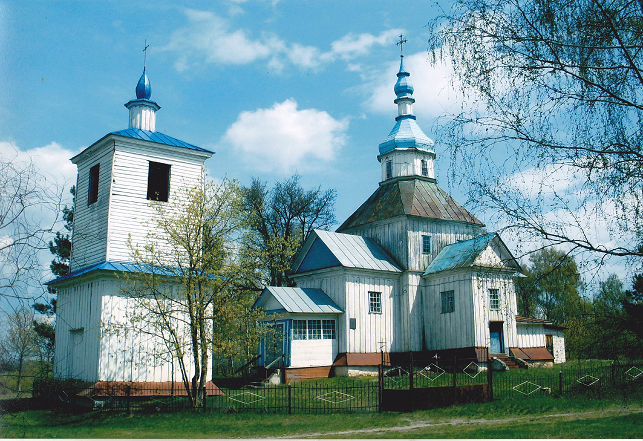
église de l'Intercession de Pirohivka, classée[4],
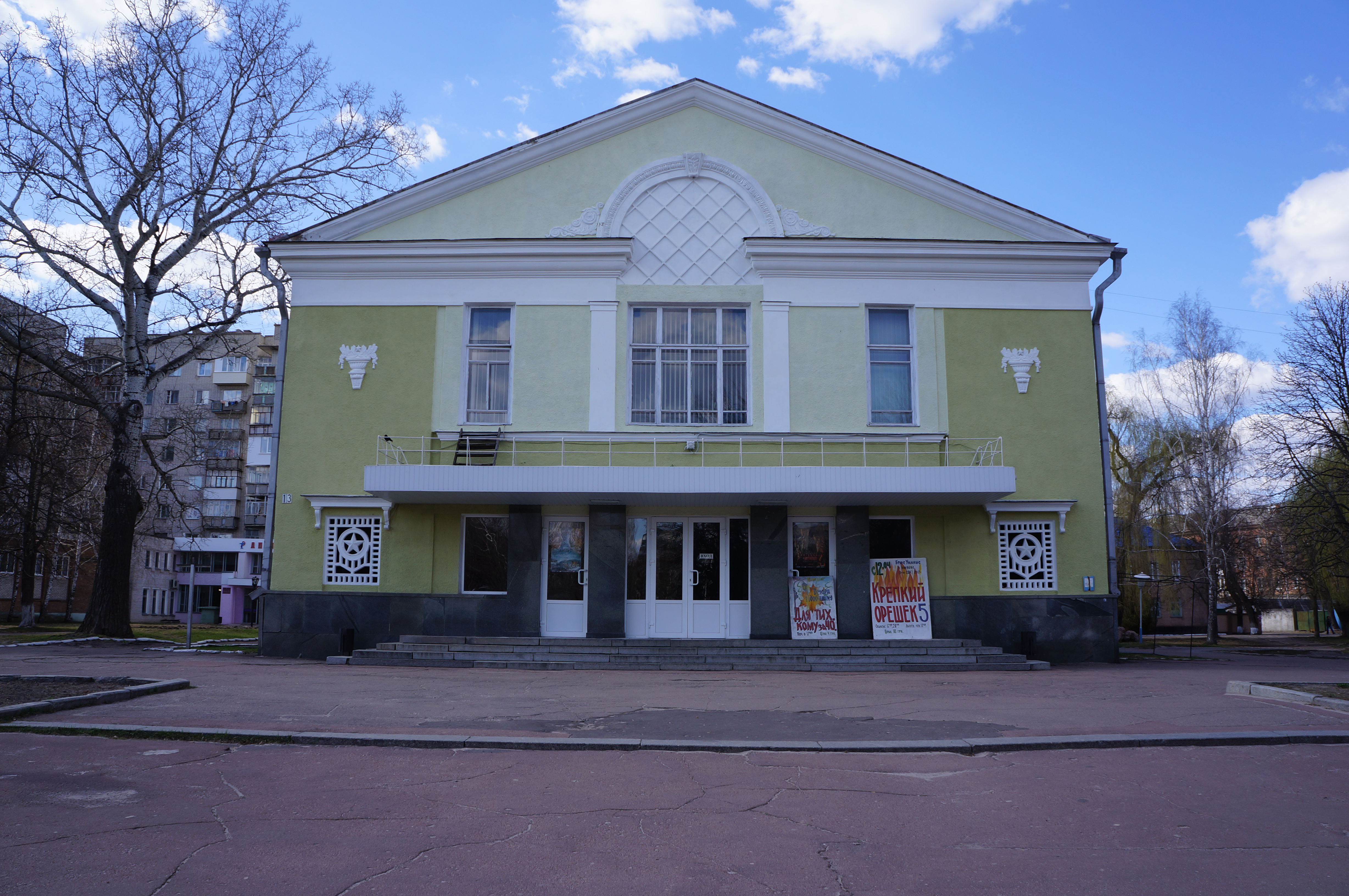
cinéma Rodina, classé[5].